# Лесовое (Тальновский район)
Лесово́е (укр. Лісове) — село в Тальновском районе Черкасской области Украины.
Население по переписи 2001 года составляло 1140 человек. Почтовый индекс — 20410. Телефонный код — 4731.

## История
В 1946 г. указом ПВС УССР село Янковка переименовано в Лесовое

## Местный совет
20410, Черкасская обл., Тальновский р-н, с. Лесовое, ул. Куклича, 90/3